# Pythamus decoratus
Pythamus decoratus är en insektsart som beskrevs av Baker 1923. Pythamus decoratus ingår i släktet Pythamus och familjen dvärgstritar. Inga underarter finns listade i Catalogue of Life.